# 스티븐 E. 더수자
스티븐 E. 더수자(영어: Steven E. de Souza, 1947년 11월 17일 ~ )는 미국의 영화 각본가, 영화 감독이다. 《코만도》(1985), 《다이하드》(1988), 《다이하드 2》(1990), 《허드슨 호크》(1991), 《저지 드레드》(1995) 등 80~90년대 액션 영화 각본을 담당한 것으로 유명하다. 감독으로서는 《스트리트 파이터》(1994)를 직접 연출한 바 있다.